# Dieter Lange (Fußballspieler)
Dieter Lange (* 15. Juni 1940 in Jena) war ein deutscher Fußballspieler in Jena. Für den SC Motor und den FC Carl Zeiss spielte er in der DDR-Oberliga, der höchsten Spielklasse des DDR-Fußball-Verbandes. Lange ist außerdem mehrfacher Junioren-, Nachwuchs- und B-Nationalspieler.

## Sportliche Laufbahn
Langes herausragendes Talent als Fußballspieler trat bereits in der Juniorenmannschaft des SC Motor Jena in Erscheinung und führte 1957 zur Berufung in die DDR-Juniorennationalmannschaft. Mit ihr bestritt er bis 1958 acht Länderspiele und erzielte dabei vier Tore. In seinem ersten Juniorenländerspiel am 26. Oktober 1957 wurde er in der Begegnung DDR – Tschechoslowakei (2:3) als halbrechter Stürmer eingesetzt und schoss sein erstes Länderspieltor. Auch in den folgenden Länderspielen wurde er stets als Angreifer eingesetzt. Mit dem SC Motor Jena wurde er 1957 DDR-Juniorenmeister.
Während der Saison 1958 hatte der SC Motor Jena in seiner Oberligamannschaft mit Walter Eglmeyer und Karl Schnieke zwei seiner etatmäßigen Angriffsspieler zu ersetzen. Außerdem hatte mit Georg Buschner ein neuer Trainer die Mannschaft übernommen, der es sich zum Ziel gesetzt hatte, die Mannschaft zu verjüngen. So bekam der 18-jährige Dieter Lange am 10. August 1958 die Chance, sich in der DDR-Oberliga zu etablieren. In der Partie des 14. Spieltages SC Dynamo Berlin – SC Motor Jena (2:1) wurde er als halblinker Stürmer eingesetzt und hinterließ mit dem 1:2-Anschlusstor für seine Mannschaft einen nachhaltigen Eindruck. Vom 16. Spieltag an hatte Lange einen Stammplatz als Stürmer in der Oberligamannschaft und kam so in seiner ersten Oberligasaison auf elf Einsätze und erzielte drei Tore.
Bis 1966 blieb Lange etatmäßiger Stürmer der Jenaer und war in jeder Saison für Tore gut. 1960 wurde er für den DDR-Auswahlbereich wiederentdeckt. Er wurde in den Kader der Nachwuchsnationalmannschaft aufgenommen, bestritt dort am 29. Juni 1960 als halblinker Stürmer sein erstes Nachwuchsländerspiel (DDR – Norwegen 5:3) und kam bis 1963 zu insgesamt fünf Nachwuchsländerspieleinsätzen (1 Tor). In den Jahren 1960 und 1961 spielte außerdem in vier B-Länderspielen mit (1 Tor). Ebenfalls 1960 holte er sich seinen ersten Titel im Männerbereich. Am 7. Oktober stand er als halblinker Stürmer mit dem SC Motor im Endspiel um den DDR-Fußballpokal, das die Jenaer mit 3:2 nach Verlängerung gegen den SC Empor Rostock gewannen. Im anschließenden Wettbewerb um den Europapokal der Pokalsieger 1961/62 stieß der SC Motor Jena überraschend bis in das Halbfinale vor. Lange erzielte im ersten Europapokalspiel der Jenaer (Swansea Town – SC Motor Jena (2:2) auch dessen erstes EC-Tor. Er bestritt alle acht Begegnungen und war so auch in den beiden Halbfinalspielen gegen Atlético Madrid (0:1, 0:4) dabei. Mit seinen fünf Toren war er erfolgreichster EC-Torschütze seiner Mannschaft. In der Spielzeit 1962/63, inzwischen wurde in der DDR im Sommer-Frühjahr-Rhythmus gespielt, wurde Lange mit Jena Meister. Er wurde in allen 26 Punktspielen eingesetzt und trug mit seinen sieben Toren entscheidend zum Titelgewinn bei.
Nachdem Lange in der Saison 1965/66 mit 26 Punktspieleinsätzen und sieben Meisterschaftstoren noch einmal eine erfolgreiche Oberligaspielzeit bestritten hatte, absolvierte er 26-jährig 1966/67 bereits seine letzte Erstligasaison. Die Fußballsektion des SC Motor war zuvor Anfang 1966 in den FC Carl Zeiss Jena umstrukturiert worden. Lange bestritt wie gewohnt noch die ersten sieben Oberligaspiele, kam danach aber nur noch sporadisch zum Einsatz. Der 26. und letzte Saisonspieltag 1966/67 (FC Carl Zeiss Jena – FC Vorwärts Berlin, 2:1) war Langes letztes Pflichtspiel für Jena. Damit war er in der Oberliga auf insgesamt 199 Einsätze gekommen, in denen er 54 Tore geschossen hatte.